# 6729 Emiko
6729 Emiko este un asteroid din centura principală de asteroizi.

## Descriere
6729 Emiko este un asteroid din centura principală de asteroizi. A fost descoperit pe 4 noiembrie 1991 la Kiyosato de Satoru Ōtomo. El prezintă o orbită caracterizată de o semiaxă mare de 2,60 ua, o excentricitate de 0,18 și o înclinație de 14,0° în raport cu ecliptica.